# Nova Marilândia
Nova Marilândia este un oraș în Mato Grosso (MT), Brazilia.